# Bách thanh vằn
Bách thanh vằn hay Bách thanh hổ (danh pháp hai phần: Lanius tigrinus) là một loài chim thuộc Họ Bách thanh (Laniidae)..

## Mô tả
Bách thanh vằn được tìm thấy trong môi trường sống rừng ở khắp phía đông châu Á. Nó là một con chim thường đơn độc nhút nhát, ít bị chú ý hơn so với hầu hết các chim bách thanh khác. Giống như chim bách thanh khác, chúng là loài ăn thịt, chúng ăn động vật nhỏ. Tổ của nó được xây dựng trên cây và chim mái đẻ mỗi lứa 3-6 trứng.